# 一之宮神社 (横浜市)
一之宮神社（いちのみやじんじゃ）は、神奈川県横浜市神奈川区にある神社である。氷川神社（埼玉県さいたま市）の末社で、子安村と西寺尾の鎮守。

## 祭神
- 主祭神：素盞嗚尊
- 配祀神：事代主命、保食命、面足惶根命、水速廼売命、海津見命、塩土老命、船玉姫命、表筒男命、豊玉姫命、瀬織津姫命

## 歴史
1561年（永禄4年）に氷川神社の分霊を勧請し創立された。氷川神社が武蔵国一宮であるため、「一之宮大明神」や「一之宮明神社」と称された。

## 社殿・境内
- 社殿：鉄筋コンクリート銅板葺神明造、1962年建立
- 境内社：稲荷社、武蔵御嶽神社、三島社、金毘羅社、愛宕社

## 祭事・年中行事
- 例祭：8月21日に近い土曜日

## 交通アクセス
- JR東日本京浜東北線新子安駅下車徒歩約7分